# Lissac-et-Mouret
Lissac-et-Mouret là một xã thuộc tỉnh Lot trong vùng Occitanie phía tây nam nước Pháp.